# Frankfurt am Main Flughafen Regionalbahnhof

Einbindung in das Schienennetz der Deutschen Bahn vor Eröffnung des Bahnhofs Gateway Gardens am 15. Dezember 2019

Der Bahnhof Frankfurt am Main Flughafen Regionalbahnhof wurde am 14. März 1972 als Teil des neuen Terminals Mitte (heute Terminal 1) am Frankfurter Flughafen eröffnet. Er war damit nach Berlin-Schönefeld der zweite Flughafenbahnhof in Deutschland überhaupt und der erste im Netz der Deutschen Bundesbahn.
Täglich halten im Bahnhof insgesamt 223 S-Bahnen und Regionalzüge mit rund 300.000 Fahrgästen pro Monat (Stand: 2013). Laut Angaben des Flughafens von Anfang 2015 reisen 13,4 Prozent der Passagiere mit S-Bahnen an. Laut Angaben von 2019 steigen inzwischen mehr als 50.000 Menschen pro Tag am Bahnhof ein, aus oder um.
Bis zur Inbetriebnahme des Fernbahnhofs im Jahr 1999 hieß der Bahnhof Frankfurt (Main) Flughafen und es fuhren sowohl Nahverkehrs- als auch Fernverkehrszüge. Der Bahnhof gehört zum Bahnhofsmanagement Frankfurt am Main.

## Aufbau

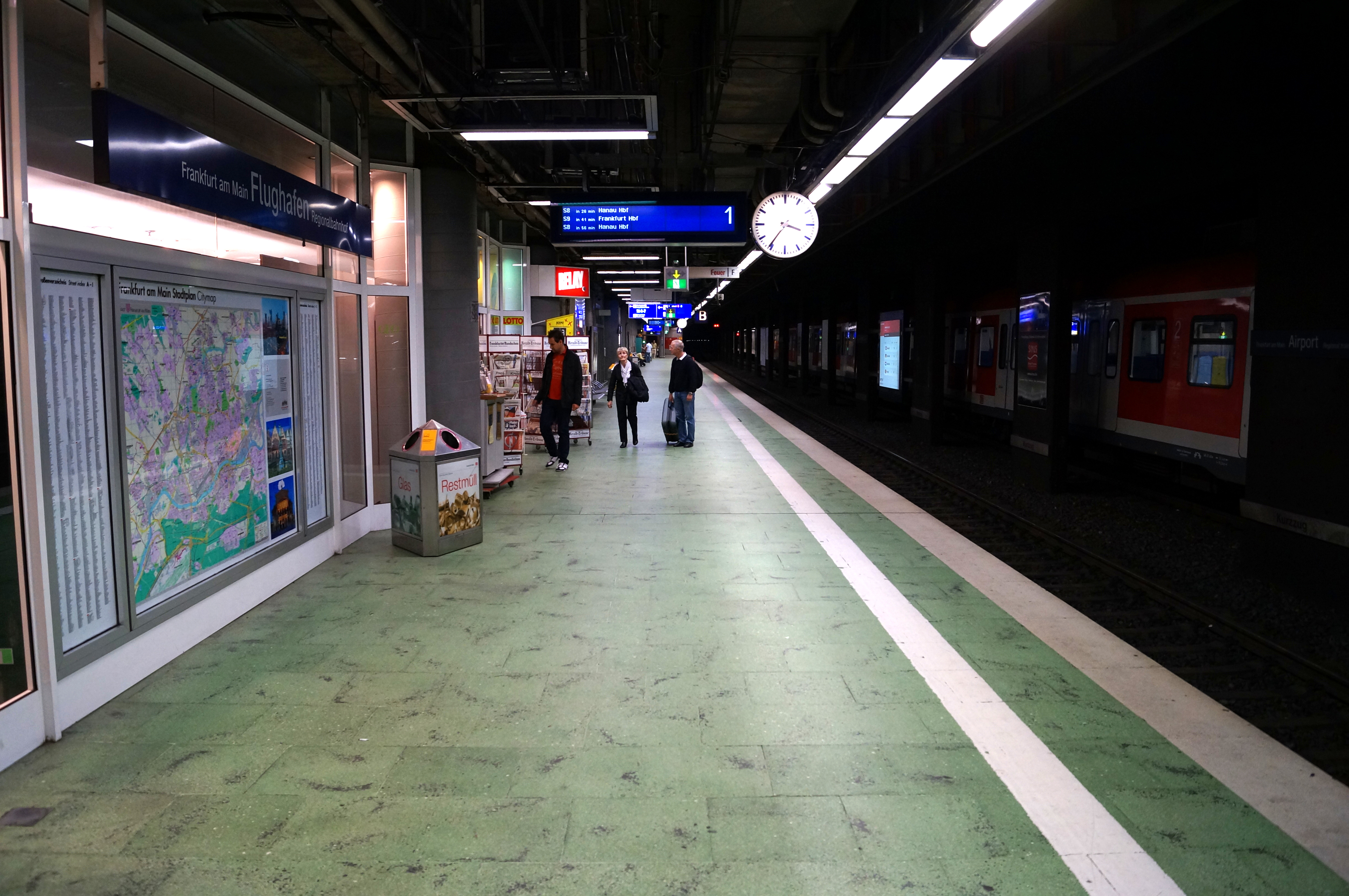
Der Bahnsteig zum Gleis 1 von Frankfurt (Main) Flughafen Regionalbahnhof

Der Regionalbahnhof ist als unterirdischer Durchgangsbahnhof angelegt und verfügt über drei Gleise („Regio 1“ bis „Regio 3“), von denen sich die Gleise 2 und 3 an einem Mittelbahnsteig befinden. Dieser ist 410 Meter lang, der Außenbahnsteig 210 Meter.

## Geschichte

### Hintergrund

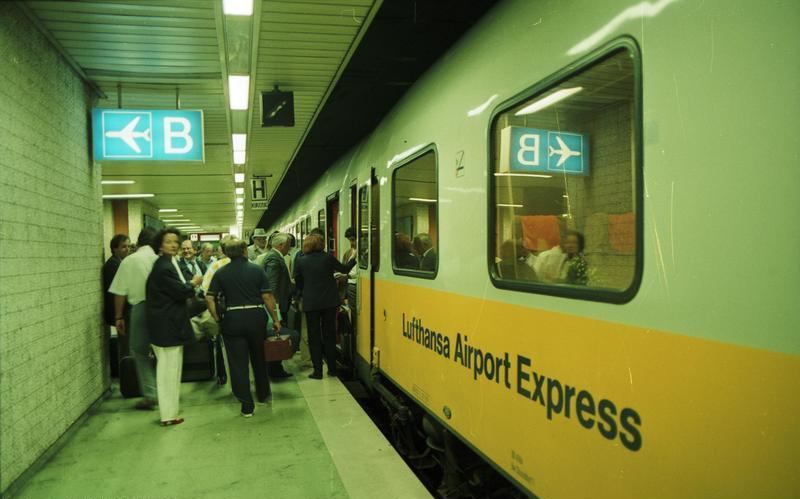
Triebwagen der Baureihe 403 als Lufthansa-Airport-Express im damaligen Bahnhof Frankfurt (Main) Flughafen (1988)

Laut Angaben der Deutschen Bundesbahn (DB) von 1969 sei der Anschluss des Großflughafens Frankfurt am Main an das Schienennetz ein altes Anliegen der DB gewesen. Aus Mangel an Mitteln und der nur langsam wachsenden Einsicht von der Notwendigkeit der Maßnahme habe der Plan bis dahin jedoch keine Gestalt gewinnen können. Die Anlage des dreigleisigen Tiefbahnhofs wurde bereits bei Planung des Terminals Mitte der 1960er Jahre vorgesehen.

### Planung
Das Verkehrspolitische Programm der Bundesregierung von 1967 gab nach Angaben der Bundesbahn den entscheidenden Anstoß für die Planung und Finanzierung der Frankfurter Flughafenbahn. Im Juni 1968 erhielt die Bundesbahndirektion Frankfurt am Main den Planungsauftrag für die Flughafenbahn. Die Reisezeit zum Hauptbahnhof sollte neun Minuten betragen. Der Baubeginn des Flughafentunnels musste 1969 erfolgen, um diese bis zur Inbetriebnahme des neuen Terminals im Jahr 1971 abschließen zu können.
Über der Bahnsteigebene, die über drei Zugänge erschlossen werden sollte, wurden Diensträume, ein Gepäcklagerraum, Parkstände und Ladengeschäfte vorgesehen. Rolltreppen führen von hier in die Empfangshalle des Flughafens. Fahrkartenschalter, ein mit dem Lager per Transportband verbundener Gepäckschalter und ein Reisebüro waren in der Empfangshalle des Flughafens vorgesehen. Neben dem Bahnhof war eine Tiefgarage vorgesehen, über dem Bahnhof ein Busbahnhof.
Am 18. April 1969 schlossen die damalige Deutsche Bundesbahn und die Flughafengesellschaft FAG eine Finanzierungsvereinbarung über den Anschluss des Flughafens an das Bahnnetz. Die Kosten für den Bahnhof und die 7,5 Kilometer lange Flughafenschleife beliefen sich auf 100 Millionen D-Mark (etwa 51 Millionen Euro) und wurden je zur Hälfte zwischen Flughafengesellschaft und Bund aufgeteilt.
Der 410 m lange Mittelbahnsteig sollte in Verbindung mit dem 210 m langen Außenbahnsteig ermöglichen, neben Nahverkehrszügen auch Charterzüge mit bis zu 15 Wagen abfertigen zu können. Das mittlere Gleis war dabei als in beiden Richtungen nutzbares Überholgleis vorgesehen.
Auf der Westseite des Bahnhofs ist ein späterer Anschluss für ein Luftfrachtzentrum vorgesehen. Am Seitenbahnsteig (Gleis 1) gibt es dazu eine Bauvorleistung: einen großen Übergang zu dem nicht gebauten Gleis, der mit Türen abgeschlossen wurde. Westlich des Bahnhofs erinnert ein vorbereiteter Tunnelstutzen an diese Pläne. Diese wurde bislang nicht realisiert (Stand: 2023).

### Inbetriebnahme und Betrieb
Die Bauarbeiten wurden im April 1969 begonnen. Der Bahnhof wurde am 14. März 1972 durch den damaligen Bundespräsidenten Gustav Heinemann eröffnet. Den Feierlichkeiten wohnten auch Bundesverkehrsminister Georg Leber und Ministerpräsident Albert Osswald bei. Nach Ansprachen am Frankfurter Hauptbahnhof fuhr ein Sonderzug – der von der S-Bahn München geliehene Triebzug 420 067 – zur neuen Flughafenstation. Der neue Bahnhof ging ein Jahr früher als zunächst geplant in Betrieb, wobei die Anbindung in Richtung Mainz und Wiesbaden zur Inbetriebnahme des Bahnhofs noch nicht fertiggestellt war.
Der reguläre Zugverkehr wurde am 16. März 1972 um 4 Uhr aufgenommen. Der Bahnhof diente zunächst als reiner Regionalbahnhof, war aber – mit dem 410 m langen Mittelbahnsteig – bereits für die Aufnahme von Fernverkehr vorbereitet. Die Deutsche Bundesbahn ging dabei davon aus, zu einem späteren Zeitpunkt nur Charter-Fernverkehr abzuwickeln, nicht jedoch planmäßigen Fernverkehrs-Reisezugverkehr. Die Anbindung in Richtung Kelsterbach/Mainz fehlte zu diesem Zeitpunkt noch.
Im Sommerfahrplan 1972 wurden 96 Züge angeboten. Nach der Gründung des Frankfurter Verkehrs- und Tarifverbundes (FVV), im Mai 1974, wurde das Angebot ausgeweitet. Im Winterhalbjahr 1974/1975 wurden erstmals täglich mehr als 100 Verbindungen zwischen Hauptbahnhof und Flughafen angeboten, ein Jahr später waren es 107 und im Winterhalbjahr 1979/1980 123. Damit einher stiegen die Fahrgastzahlen auf den Flughafen-S-Bahnen von täglich 12.500 Reisenden (August 1972) auf 15.500 (August 1975) bzw. 20.000 Reisenden (1980). Bis Ende 1972 wurden mehr als zwei Millionen Reisende gezählt.
Am 30. September 1979 wurde das Zugangebot mit Inbetriebnahme der zweiten Baustufe der Flughafenanbindung ausgeweitet. Aus fahrplantechnischen Gründen erfolgte die Vollinbetriebnahme jedoch erst zum Sommerfahrplanwechsel am 1. Juni 1980. Das Zugangebot wurde auf 93 Züge pro Tag und Richtung ausgeweitet und durch zwei S-Bahn-Linien ein Zehn-Minuten-Takt geschaffen. Mit der zweiten Stufe der Flughafenanbindung wurde die planmäßige Reisezeit zwischen Flughafen und Hauptbahnhof von 18 bis 20 auf 11 Minuten reduziert.
Nach Angaben von 1980 nutzten etwa 35 Prozent aller Reisenden von und zum Flughafen den Schienenverkehr. Das Quell- und Zielverkehrsaufkommen des Flughafens lag bei über 50 Prozent.
Zwischen 1982 und 1993 wurde der Bahnhof durch den Lufthansa Airport Express bedient. Im Zuge des Konzepts IC 85 wurde der Bahnhof ab 1985 im Stundentakt in das IC-Netz eingebunden.
Für das Jahr 1988 wurden 7,5 Millionen Fahrten zum Flughafenbahnhof ausgewiesen. Davon entfielen 6,49 Millionen Ein- und Aussteiger auf die S-Bahn, rund 235.000 auf den Lufthansa Airport Express und rund 775.000 auf den übrigen Fernverkehr. Diese Zahlen überstiegen die optimistischsten Prognosen. Laut Befragungen sei davon die Hälfte auf Flugreisende entfallen. Die übrigen Fahrgäste seien Mitarbeiter, Begleiter von Reisenden und Besucher gewesen. (1988 zählte der Flughafen insgesamt 25,2 Millionen Fluggäste und 46.000 Mitarbeiter.) An durchschnittlichen Werktagen bewältigte der Bahnhof rund 25.000 Ein- und Aussteiger. 1989 bewältigte der Bahnhof ein Aufkommen von 7,6 Millionen Reisenden. Während eine weitere Zunahme des Zugverkehrs erwartet wurde, war der Bahnhof bis an seine Kapazitätsgrenze ausgereizt.
Als Teil der Ausbaumaßnahmen der Riedbahn war noch Ende der 1980er Jahre auch die Erweiterung des Regionalbahnhofs und eine Verbindungskurve zur Riedbahn vorgesehen. In der Ausbauplanung des Flughafens (Terminal Ost) waren Ende der 1980er Jahre unterirdische Anschlüsse des Bahnhofs an die Riedbahn berücksichtigt.
Andere Überlegungen sahen vor, den Bahnhof im Rahmen der Errichtung des Terminals 2 auf dem Gelände des Terminals Ost sowie der Schnellfahrstrecke Köln–Rhein/Main um ein viertes Gleis zu erweitern und unter anderem über einen Tunnel an die Riedbahn Richtung Zeppelinheim anzubinden. Trotz der hohen Kosten des Eingriffs in das bestehende Gebäude rechnete man damit, dass die Kapazitäten mittelfristig nicht ausreichend sein würden. Andere Überlegungen sahen vor, einen zusätzlichen Bahnhof unter dem bestehenden Gebäude zu errichten. Nachdem eine Durchführbarkeitsstudie zu einem positiven Ergebnis gekommen war, fiel die Entscheidung aufgrund der hohen Kosten gegen diese Variante.
Im Frühjahr 1990 entschied der Vorstand der Deutschen Bundesbahn, bis 1997 einen zusätzlichen Fernbahnhof am Flughafen zu errichten. Mit Eröffnung des Flughafen-Fernbahnhofs am 30. Mai 1999 ging der Großteil des Fernverkehrs auf den neuen Fernbahnhof über. In dieser Zeit erfolgte auch die Umbenennung in Frankfurt (Main) Flughafen Regionalbahnhof. Nur nachts, während der Fernbahnhof geschlossen war, verkehrten weiter einzelne Fernzüge in Tagesrandlage über den Regionalbahnhof. Seit Jahresfahrplan 2011 ist der Fernbahnhof auch nachts geöffnet, seitdem sind keine planmäßigen Fernzughalte am Regionalbahnhof mehr vorgesehen.
Vom 9. bis 30. Juli 2007 wurde der Bahnhof für einen vollständigen Austausch der 30 Jahre alten Gleise gesperrt. Seit Anfang 2010 präsentieren sich die Verteilerebene und der Verbindungsgang zum Terminal 1 nach einer grundlegenden Modernisierung in einem neuen, helleren Design.
Von Ende 2017 bis Dezember 2020 wurde der Bahnhof erneut saniert. Die Deutsche Bahn investierte fast zehn Millionen Euro, das Land Hessen übernahm vier Millionen Euro. Der Zuwendungsbescheid wurde am 6. Dezember 2017 im Bahnhof übergeben. Die Arbeiten wurden an Gleis 1 im Oktober 2018 und an Gleis 2 im März 2019 abgeschlossen. Ausgetauscht wurden die Bodenbeläge und die Bahnsteigausstattung, außerdem wurden die Wände neu gestaltet.
Vom 26. Oktober bis 14. Dezember 2019 wurde der Flughafen-Regionalbahnhof sowie Kelsterbach und Raunheim nicht angefahren. Die Züge hielten im Flughafen-Fernbahnhof. Für den neuen Bahnhof Gateway Gardens musste die östliche Flughafenschleife verlegt werden. Dabei musste ein Stück Tunnel abgebrochen und neu gebaut werden.

## Verkehrsangebot

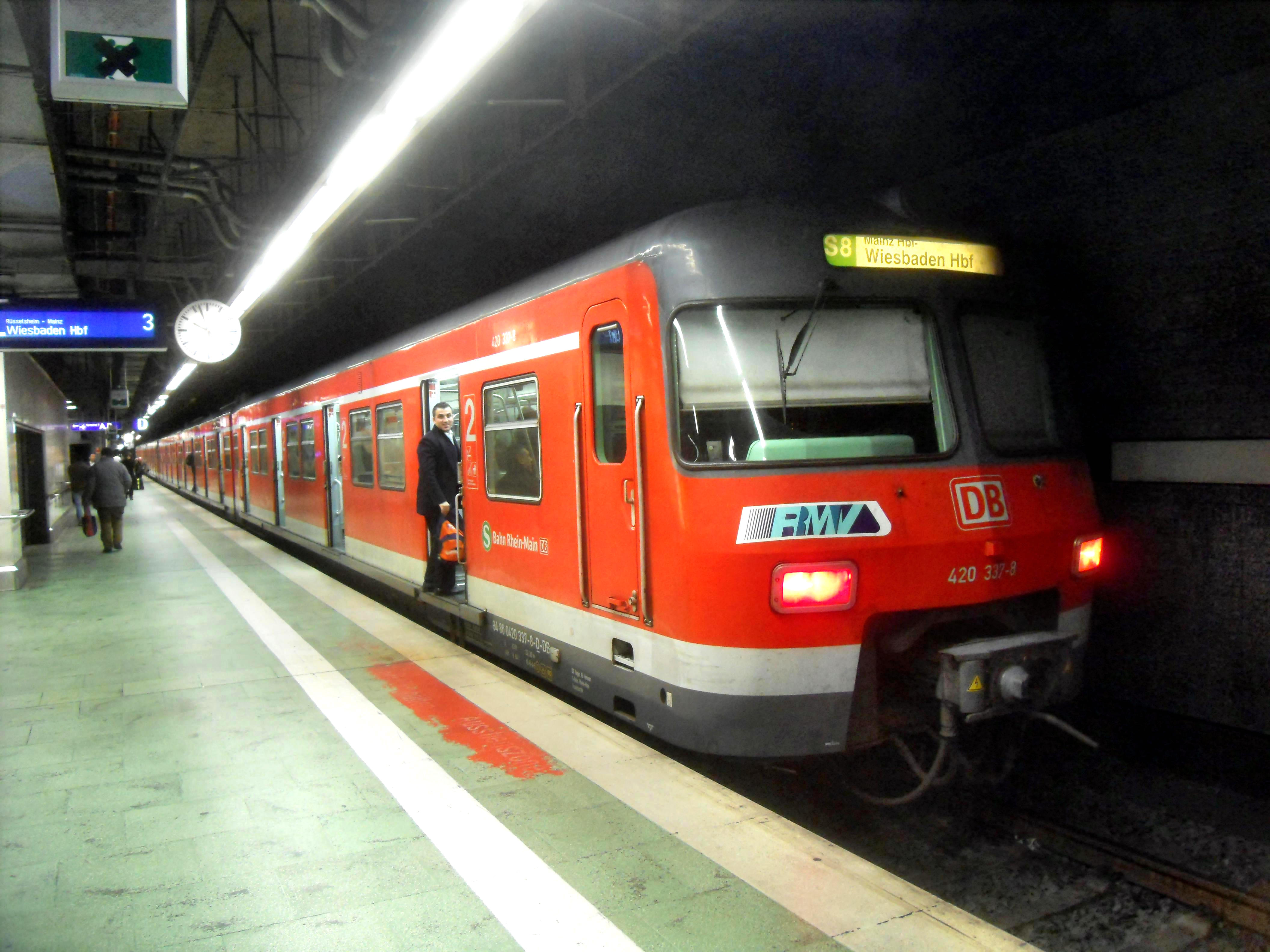
Baureihe 420 der Linie S8 im Regionalbahnhof auf dem Weg nach Wiesbaden

In Frankfurt Flughafen Regionalbahnhof halten zwei Linien der S-Bahn Rhein-Main und drei Regional-Express-Linien. Die S8 und die S9 verkehren jeweils zwischen Wiesbaden und Offenbach am Main im 30-Minuten-Takt und ergänzen sich etwa so, dass ein 15-Minuten-Takt entsteht. Zu bestimmten Zeiten werden diese S-Bahn-Linien zwischen dem Frankfurter Hauptbahnhof und Kelsterbach verstärkt.
Die Regional-Express-Linien zwischen Frankfurt am Main und Saarbrücken beziehungsweise zwischen Frankfurt am Main und Koblenz fahren alle zwei Stunden den Regionalbahnhof an und ergänzen sich so zu einem Stundentakt zwischen Frankfurt am Main und Ingelheim am Rhein.
Fahrzeuge mit Dieseltraktion dürfen nur dann in den Regionalbahnhof einfahren, wenn die Abgaswerte der verwendeten Bauart nicht zu hoch sind. Derzeit (Stand: 2025) halten Dieseltriebwagen der Baureihe Coradia LINT im Regionalbahnhof, früher auch Triebwagen der Baureihen 628 und 612. Große Dieselloks wie etwa die Baureihe 218 dürfen mit Rücksicht auf die Personen am Bahnsteig nicht in den Regionalbahnhof einfahren. Außerdem würde dann über die Rauchmelder eventuell auch ein falscher Feueralarm ausgelöst. 
| Linie                    | Verlauf | Takt                                                 | Betreiber      |
| ------------------------ | --- | ---------------------------------------------------- | -------------- |
| S8                       | Wiesbaden Hbf – Wiesbaden Ost – Mainz Nord – Mainz Hbf – Mainz Römisches Theater – Mainz-Gustavsburg – Mainz-Bischofsheim – Rüsselsheim Opelwerk – Rüsselsheim – Raunheim – Kelsterbach – Frankfurt am Main Flughafen Regionalbahnhof – Frankfurt (Main) Gateway Gardens – Frankfurt am Main Stadion – Frankfurt-Niederrad – (Frankfurt (Main) Hbf /) (nur HVZ) Frankfurt (Main) Hbf tief – Frankfurt (Main) Taunusanlage – Frankfurt (Main) Hauptwache – Frankfurt (Main) Konstablerwache – Frankfurt (Main) Ostendstraße – Frankfurt (Main) Mühlberg – Offenbach-Kaiserlei – Offenbach Ledermuseum – Offenbach Marktplatz – Offenbach (Main) Ost (– Mühlheim (Main) – Mühlheim (Main) Dietesheim – Steinheim (Main) – Hanau Hbf) (nur HVZ) | 30 min 10/20 min (Kelsterbach–Frankfurt Hbf zur HVZ) | DB Regio Mitte |
| S9                       | Wiesbaden Hbf – Wiesbaden Ost – Mainz-Kastel – Mainz-Bischofsheim – Rüsselsheim Opelwerk – Rüsselsheim – Raunheim – Kelsterbach – Frankfurt am Main Flughafen Regionalbahnhof – Frankfurt (Main) Gateway Gardens – Frankfurt am Main Stadion – Frankfurt-Niederrad – Frankfurt (Main) Hbf tief – Frankfurt (Main) Taunusanlage – Frankfurt (Main) Hauptwache – Frankfurt (Main) Konstablerwache – Frankfurt (Main) Ostendstraße – Frankfurt (Main) Mühlberg – Offenbach-Kaiserlei – Offenbach Ledermuseum – Offenbach Marktplatz – Offenbach (Main) Ost – Mühlheim (Main) – Mühlheim (Main) Dietesheim – Steinheim (Main) – Hanau Hbf | 30 min                                               | DB Regio Mitte |
| RE 2                     | SÜWEX: Frankfurt (Main) Hbf – Frankfurt-Niederrad – Frankfurt (Main) Flughafen Regionalbf – Rüsselsheim – Mainz-Bischofsheim – Mainz Römisches Theater – Mainz Hbf – Ingelheim – Bingen (Rhein) Hbf – Bacharach – Oberwesel – Boppard Hbf – Koblenz Hbf Stand: Fahrplanwechsel Dezember 2021 | 120 min (zus. Züge wochentags zur HVZ)               | DB Regio Mitte |
| RE 3                     | Nahe-Express: Frankfurt (Main) Hbf – Frankfurt-Niederrad – Frankfurt (Main) Flughafen Regionalbf – Rüsselsheim – Mainz-Bischofsheim – Mainz Römisches Theater – Mainz Hbf – Ingelheim – Bad Kreuznach – Bad Münster am Stein – Bad Sobernheim – Kirn – Idar-Oberstein – Türkismühle – St. Wendel – Neunkirchen (Saar) Hbf – Saarbrücken Hbf Stand: Fahrplanwechsel Dezember 2021 | 120 min (zus. Züge wochentags zur HVZ)               | vlexx          |
| RB 31                    | Frankfurt (Main) Hbf – Frankfurt (Main) Flughafen Regionalbf – Rüsselsheim – Mainz Römisches Theater – Mainz Hbf – Mainz Waggonfabrik – Mainz-Gonsenheim – Mainz-Marienborn – Klein Winternheim-Ober Olm – Nieder Olm – Saulheim – Wörrstadt – Armsheim – Albig – Alzey (– Alzey West – Wahlheim (Kr. Alzey) – Freimersheim – Kirchheimbolanden) (Alzey→Kirchheimb. morgens/vorm., Kirchheimb.→Alzey nachm./abends) Stand: Fahrplanwechsel Dezember 2021 | einzelne Züge zur HVZ                                | Vlexx          |
| RE 59                    | Frankfurt (Main) Flughafen Regionalbf – Frankfurt (Main) Süd – Frankfurt Ost – Maintal Ost – Hanau Hbf (– Kahl (Main) – Aschaffenburg Hbf) (einzelne Züge) Stand: Fahrplanwechsel Dezember 2021 | 120 min (wochentags)                                 | HLB Hessenbahn |
| Stand: 15. Dezember 2024 | |                                                      |                |